# Шаровики (насекомые)
Шаровики (лат. Sphaeriusidae) — семейство мелких насекомых отряда жесткокрылых.

## Описание
Мелкие жуки, длина тела которых от 0,5 до 1,2 мм. Общая форма жуков выпуклая, глянцевый вид, окраска тёмная (от бурого до чёрного).
Обитают по берегам водоемов, где ползают на влажной песчаной почве и питаются водорослями. Встречаются во многих влажных биотопах, под камнями, среди корней, в опавшей листве на всех материках, кроме Антарктиды. В 1997 году впервые найден в Африке, а в 1995 — в Гималаях.
Самки откладывают по одному крупному яйцу.

## Систематика
Семейство включает два рода, один из которых ископаемый, и около 25 видов.
- Род Sphaerius Waltl, 1838
- Род †Burmasporum (вымерший род)

## Синонимия
Семейство было ранее известно как «Sphaeriidae», но это название было преоккупировано (занято) семейством пресноводных моллюсков. Поэтому оно было сначала заменено на «Microsporidae» (изменяя название рода на Microsporus), но этот акт был в 2000 году отменён специальным решением Международной комиссии по зоологической номенклатуре путём возвращения к использованию старого родового имени Sphaerius и преобразованием имени семейства на Sphaeriusidae. Систематическое положение семейства в пределах отряда жесткокрылых также изменялось неоднократно.
- Sphaeriidae Erichson, 1845 [nec Sphaeriidae Deshayes, 1854 (1820)]
  - Sphaeriusidae Erichson, 1845 [n. emend. ICZN (2000)]
- Microsporidae Crotch, 1873

## Список видов
- Sphaerius acaroides
- Sphaerius africanus
- Sphaerius alticola
- Sphaerius coenensis
- Sphaerius coomani
- Sphaerius cribratus
- Sphaerius favosus
- Sphaerius gustavlohsei
- Sphaerius hispanicus
- Sphaerius humicola
- Sphaerius laeviventris
- Sphaerius madecassus
- Sphaerius politus
- Sphaerius obsoletus
- Sphaerius ovensensis
- Sphaerius papulosus
- Sphaerius perlaevis
- Sphaerius scutellaris
- Sphaerius silvicola
- Sphaerius spississimus
- Sphaerius tesselatus
- Sphaerius texanus
- Sphaerius tropicus